# PPG I-systeem
Het PPG I-systeem voor classificatie van de recente varens is in 2016 door de Pteridophyte Phylogeny Group (PPG) gepubliceerd. Het artikel heeft 94 auteurs (26 hoofdauteurs en 68 toegevoegde auteurs). In deze stamboom zijn dus de uitgestorven groepen niet opgenomen.

## Behandelde groepen
In dit PPG I-systeem zijn naar schatting 11.916 recente (niet uitgestorven) soorten in 337 geslachten, 51 families, 14 ordes, en twee klassen opgenomen.
In de stamboom is aangegeven dat de Lycopodiopsida (met microfyllen) als zustergroep is te beschouwen van de Euphyllophyta (met macrofyllen of echte bladeren), met daaronder twee zustergroepen: de Polypodiopsida (varens) en de Spermatophyta (zaadplanten). De naam Monilophyta voor de Polypodiopsida is daarbij verlaten.
| PPG I (2016) Fylogenetische classificatie van recente varens |
| --- |
| - Tracheophyta (tracheophytes, vaatplanten) - Klasse Lycopodiopsida (lycophytes) - Orde Lycopodiales - - Orde Isoetales - Orde Selaginellales - clade Euphyllophyta (euphyllophytes) - Klasse Polypodiopsida (Pteridophyta, Pteropsida, Monilophyta, varens) - Onderklasse Equisetidae (paardestaarten) - Orde Equisetales - - Onderklasse Ophioglossidae - Orde Psilotales - Orde Ophioglossales - - Onderklasse Marattiidae - Orde Marattiales - Onderklasse Polypodiidae (leptosporangiate varens) - Orde Osmundales - - Orde Hymenophyllales - - Orde Gleicheniales - - Orde Schizaeales - - Orde Salviniales - - Orde Cyatheales (boomvarens) - Orde Polypodiales (cathetogyrates) - - Onderorde Saccolomatineae - Onderorde Lindsaeineae - - Onderorde Pteridineae - - Onderorde Dennstaedtiineae - clade eupolypods - Onderorde Polypodiineae (eupolypods I) - Onderorde Aspleniineae (eupolypods II) - clade Spermatophyta (spermatophytes, zaadplanten) |

## Geschiedenis
De fylogenie is de belangrijkste leidraad voor de classificatie van varens (pteridofyten) en wolfsklauwen (lycofyten). Het is steeds beter mogelijk om fylogenetische stambomen op te stellen, waardoor classificaties steeds voorspellender en stabieler zijn geworden. 
De Pteridophyte Phylogeny Group (PPG) heeft een moderne, uitgebreide classificatie voor wolfsklauwen en pteridofyten opgesteld, tot op niveau van geslachten, waarbij gebruik is gemaakt van een 'community-based' benadering. Een dergelijke benadering levert een door deskundigen opgestelde samenvatting op van de huidige hypotheses, afgeleid van de beste beschikbare gegevens. De alleen fossiel bekende taxa zijn niet opgenomen in de stamboom. Deze werkwijze kan vergeleken worden met die van de Angiosperm Phylogeny Group voor de bedektzadigen.
Vaatplanten met vrijkomende sporen bestaan uit twee verschillende evolutionaire lijnen - de wolfsklauwen (Lycopodiopsida) en de varens (Polypodiopsida) - die een unieke levenscyclus delen met onafhankelijke gametofyt- en sporofyt-generaties. Classificaties van deze planten - die ondanks hun fylogenetische scheiding vaak gezamenlijk 'pteridofyten' worden genoemd - zijn lang gebaseerd geweest op evolutionaire principes en weerspiegelden de waargenomen evolutionaire trends. Deze classificaties waren echter vaak tegenstrijdig, wat voor een groot deel een gevolg was van een gebrek aan inzicht in de onderlinge relaties binnen de pteridofyten en een gebrek aan overeenstemming over patronen van morfologische evolutie. De toegenomen beschikbaarheid van moleculaire gegevens en de vooruitgang in de fylogenetische methoden hebben het inzicht in de verwantschappen tussen wolfsklauwen en varens radicaal veranderd.
Het schema met ordes en families door Smith et al. (2006b) was de eerst gepubliceerde classificatie van pteridofyten op hoger niveau. Deze classificatie richtte zich uitsluitend op varens, maar deze planten (soms ook Monilophyta ("monilofyten") genoemd) maken bijna 90% uit van de bestaande diversiteit aan pteridofyten. Deze classificatie is gebaseerd op het principe van monofylie.
Bij de classificatie van wolfsklauwen en varens, waarbij de hoofdlijnen van het werk van Smith et al. (2006b) werden gevolgd, is gebruik gemaakt van een democratische, op gemeenschap gebaseerde benadering. Daartoe is de Pteridophyte Phylogeny Group (PPG) opgericht, losjes gebaseerd op het model dat wordt gebruikt voor de classificatie van bedektzadigen door de Angiosperm Phylogeny Group.

## Namen
De alternatieve, soms al wat oudere namen voor varens of varens en varenachtigen zijn: (klasse) Filicinae, stam Filicinophyta, (stam) Monilophyta, Moniloformopses, (klasse) Pteropsida, (stam) Pterophyta, (stam) Pteridophyta, namen die vaak op elkaar lijken, maar met uitgangen die wezen op verschillen in taxonomische rang.
De eusporangiate varens (varenachtigen) vormen een polyfyletische groep, deze omvatten alle Polypodiopsida (varens) met uitsluiting van 
de Polypodiidae (leptosporangiate varens).